# Су Фолс
Су Фолс (енгл. Sioux Falls) град је у САД у савезној држави Јужна Дакота. По подацима из 2008. у граду је живело 154.997 становника.

## Демографија
По попису из 2010. године број становника је 153.888, што је 29.913 (24,1%) становника више него 2000. године.
|                   | 2010.            | 2000.            |
| Укупно            | 153 888 (100,0%) | 123 975 (100,0%) |
| Белци             | 130 577 (84,85%) | 112 703 (90,91%) |
| Остали            | 7 247 (4,709%)   | 4 480 (3,614%)   |
| Хиспаноамериканци | 6 827 (4,436%)   | 3 087 (2,490%)   |
| Афроамериканци    | 6 494 (4,220%)   | 2 226 (1,796%)   |
| Азијати           | 2 743 (1,782%)   | 1 479 (1,193%)   |

## Партнерски градови
- Потсдам